# IC 3853
IC 3853 ist eine leuchtschwache Galaxie vom Hubble-Typ E? im Sternbild Jagdhunde. Sie ist schätzungsweise 702 Millionen Lichtjahre von der Milchstraße entfernt. 
Das Objekt wurde am 21. März 1903 von Max Wolf entdeckt.